# Ritchie McKay
Ritchie Lawrence McKay (Indianapolis, 22 aprile 1965) è un allenatore di pallacanestro statunitense.

## Palmarès
- Jim Phelan National Coach of the Year Award (2019)